# Música pop tailandesa
A música pop tailandesa(também conhecida como T-pop) é um gênero de música tailandesa equivalente ao pop ocidental. Surgiu entre os anos 70 e os anos 80 e nesta época era conhecida como string music (em tailandês: เพลงสตริง). Ganhou popularidade nos anos 90 e desde então domina o mercado musical tailandês.
As origens do string music estão no R&B americano, artistas de surf rock como The Ventures e Dick Dale, Exotica, rockabilly e música country e western trazidos para a Tailândia por meio de soldados americanos e australianos que estavam servindo no Vietnã no final da década de 1950 e início dos anos 1960. Também se baseou fortemente no rock'n'roll da invasão britânica, no garage rock e trilhas sonoras de Hollywood. O termo é extremamente amplo, abrangendo o rock tailandês, o dance, o rap e a música popular influenciada pelo oeste em geral. Normalmente exclui o estilo musical folclórico phleng phuea chiwit.
Com músicas ocidentais traduzidas para o tailandês dominando os charts tailandeses, nos anos 80 o T-pop se mesclou com outros gêneros musicais, como música disco, funk, dance e o rock. Os primeiros artistas e bandas de string music incluem The Impossibles e Grand Ex'. Artistas e bandas do gênero pós-anos 80 que ficaram conhecidos incluem Thongchai McIntyre, Pumpuang Duangjan, Asanee-Wasan Micro, Ploy, The Innocent. Artistas que iniciaram e alcançaram a fama nos anos 90 incluem Christina Aguilar, Tik Shiro, J Jetrin, Boyscout, Nuvo, Jintara Poonlarp, Lift-Oil, Joey Boy e Tata Young.

## T-Wind
T-Wind(Thai Wind, "vento tailandês" em português) é um termo usado para descrever o fenômeno da cultura pop tailandesa no exterior, como o lakorn (drama televisivo tailandês), música ou filmes. É um termo criado para comparar o Hallyu, ou Onda Coreana. Desde os anos 2000, a Tailândia tem exportado muitos tipos de produtos culturais para muitos países, especialmente na ASEAN, onde são muito populares no Vietnã, Mianmar, Laos, Camboja ou mesmo na China.

## Artistas
- Kratae Rsiam
- Bell Nuntita
- Thongchai McIntyre
- Jintara Poonlarp